# Bud Cort
Walter Edward Cox (nascido em 29 de março de 1948), conhecido profissionalmente como Bud Cort, é um ex-ator americano conhecido por seus papéis pouco ortodoxos em Brewster McCloud (1970) de Robert Altman e Ensina-Me a Viver (1971) de Hal Ashby. Ele também teve papéis coadjuvantes em filmes como M*A*S*H (1970), Electric Dreams (1984), Heat (1995), Dogma (1999), Coyote Ugly (2000) e The Life Aquatic with Steve Zissou (2004).
Ele também dublou Toyman ao longo de várias séries do DC Animated Universe, incluindo Superman: A Série Animada, Static Shock, e Liga da Justiça sem Limites.

## Carreira
Cort foi descoberto em uma revista pelo diretor Robert Altman, que posteriormente o escalou para dois de seus filmes, M*A*S*H e Brewster McCloud. Neste último, ele desempenhou o papel-título. Cort continuou com seu papel mais conhecido como o obcecado por suicídio Harold em Ensina-Me a Viver. Embora não tenha tido muito sucesso no lançamento, ganhou status de culto internacional e agora é considerado um clássico americano.
Em 1979, Cort quase morreu em um acidente de carro na Hollywood Freeway, onde colidiu com um carro abandonado bloqueando uma pista em que ele estava virando. Ele quebrou um braço e uma perna, sofreu uma concussão e fraturou o crânio. Seu rosto estava gravemente dilacerado e seu lábio inferior quase decepado. O acidente resultou em cirurgias plásticas, contas hospitalares substanciais, um processo judicial perdido e a interrupção de sua carreira.
Desde então, ele apareceu em vários papéis no cinema, no palco e na TV: Endgame, Sledge Hammer!, The Chocolate War, The Big Empty, Theodore Rex, Dogma, But I'm a Cheerleader, Pollock, The Twilight Zone, The Secret Diary of Sigmund Freud e The Life Aquatic With Steve Zissou.
Os papéis de dublagem de Cort incluem Edgar, o computador, no filme Electric Dreams; Toyman, um vilão do Superman, ao longo de várias séries da DCAU, incluindo Superman: A Série Animada, Static Shock e Liga da Justiça sem Limites; e Josiah Wormwood em um episódio da produção anterior da DCAU Batman: The Animated Series. Ele também pode ser ouvido como O Rei na versão em inglês do longa-metragem Le Petit Prince (2015), que estreou fora de competição no Festival de Cinema de Cannes de 2015 e ganhou o Prêmio César de Melhor Filme de Animação em fevereiro de 2016. Foi disponibilizado ao público dos Estados Unidos através da Netflix em 2016.
Cort fez uma aparição especial no episódio de 8 de novembro de 2007 de Ugly Betty como o padre oficiando o malfadado casamento de Wilhelmina Slater. Em 2010, ele estrelou em Criminal Minds no episódio "Mosley Lane", interpretando o idoso pedófilo Roger Roycewood que, junto com sua esposa, sequestrou e matou crianças pequenas. Em 2012, ele apareceu como o artista "Gleeko" no episódio "Exit Wound the Gift Shop" da segunda temporada de Eagleheart.

## Filmografia

### Cinema
| Ano  | Título                                       | Personagem                      | Notas |
| ---- | -------------------------------------------- | ------------------------------- | --- |
| 1967 | Up the Down Staircase                        | Estudante                       | Sem créditos                                                                                                 |
| 1969 | Sweet Charity                                | Hippie                          | Sem créditos                                                                                                 |
| 1970 | M*A*S*H                                      | Pvt. Lorenzo Boone              | |
| 1970 | The Strawberry Statement                     | Elliot—Coxswain                 | |
| 1970 | The Traveling Executioner                    | Jimmy Croft                     | |
| 1970 | Brewster McCloud                             | Brewster McCloud                | Indicado—Laurel Award de Estrela Masculina do Amanhã                                                         |
| 1971 | Gas-s-s-s                                    | Hooper                          | |
| 1971 | Ensina-Me a Viver                            | Harold Parker Chasen            | Indicado—BAFTA Award de Estreante Mais Promissor Indicado—Globo de Ouro de melhor ator em comédia ou musical |
| 1975 | Roma drogata: la polizia non può intervenire | Massimo Monaldi                 | |
| 1977 | Why Shoot the Teacher?                       | Max Brown                       | |
| 1977 | Pumping Iron                                 | Ele mesmo                       | |
| 1978 | Son of Hitler                                | Willi Hitler                    | |
| 1980 | Die Laughing                                 | Mueller                         | |
| 1981 | She Dances Alone                             | Diretor                         | |
| 1983 | Hysterical                                   | Dr. John                        | |
| 1984 | The Secret Diary of Sigmund Freud            | Sigmund Freud                   | |
| 1984 | Love Letters                                 | Danny De Fronso                 | |
| 1984 | Electric Dreams                              | Edgar, o Computador             | Voz |
| 1984 | Maria's Lovers                               | Harvey                          | |
| 1986 | Telephone                                    |                                 | |
| 1986 | Invaders from Mars                           | Mark Weinstein                  | |
| 1988 | Love at Stake                                | Pároco Babcock                  | |
| 1988 | The Chocolate War                            | Irmão Jacques                   | |
| 1989 | Out of the Dark                              | Doug Stringer                   | |
| 1990 | Going Under                                  | McNally                         | Sem créditos                                                                                                 |
| 1990 | Brain Dead                                   | Jack Halsey                     | |
| 1991 | Ted & Venus                                  | Ted Whitley                     | também diretor e co-roteirista                                                                               |
| 1995 | Girl in the Cadillac                         | Bud                             | |
| 1995 | Heat                                         | Solenko, gerente de restaurante | Sem créditos                                                                                                 |
| 1996 | Theodore Rex                                 | Spinner                         | |
| 1998 | I Woke Up Early the Day I Died               | Lojista                         | (como Lorde Heinrich "Binky" Alcoa III)                                                                      |
| 1998 | Sweet Jane                                   | Dr. Geiler                      | |
| 1999 | Dogma                                        | John Doe Jersey (aka Deus)      | |
| 1999 | But I'm a Cheerleader                        | Peter Bloomfield                | |
| 2000 | South of Heaven, West of Hell                | Agente Otts                     | |
| 2000 | The Million Dollar Hotel                     | Shorty                          | |
| 2000 | Coyote Ugly                                  | Romero                          | |
| 2000 | Pollock                                      | Howard Putzel                   | |
| 2001 | Made                                         | Bernardo, dono de casa gay      | Sem créditos                                                                                                 |
| 2003 | Sem créditos                                 | Neely                           | |
| 2004 | The Life Aquatic with Steve Zissou           | Bill Ubell                      | Indicado—Broadcast Film Critics Association Award de Melhor Elenco                                           |
| 2007 | Número 23                                    | Dr. Sirius Leary                | Sem créditos                                                                                                 |
| 2014 | Dream Corps LLC                              | Carl Kwartz                     | |
| 2015 | Le Petit Prince                              | O Rei                           | Voz |

### Televisão
| Ano  | Título                             | Personagem                 | Notas                                         |
| ---- | ---------------------------------- | -------------------------- | --------------------------------------------- |
| 1973 | Columbo                            | Milt                       | Episódio: "Double Exposure"; sem créditos     |
| 1976 | Bernice Bobs Her Hair              | Warren                     | Telefilme da PBS                              |
| 1980 | Brave New World                    | Bernard Marx               |                                               |
| 1982 | Insight                            | Teddy                      | Episódio: "Teddy"                             |
| 1985 | Tales from the Darkside            | Abe North                  | Episódio: "Snip, Snip"                        |
| 1985 | Tales of the Unexpected            | Newt                       | Episódio: "Nothin' Short of Highway Robbery"  |
| 1987 | Bates Motel                        | Alex West                  |                                               |
| 1988 | The Twilight Zone                  | Willy Gardner              | Episódio: "The Trunk"                         |
| 1992 | Batman: The Animated Series        | Josiah Wormwood            | Voz, episódio: "The Cape and Cowl Conspiracy" |
| 1995 | The Mask: Animated Series          | Fritz Drizzle/A Tempestade | Voz, 2 episódios                              |
| 1996 | Superman: A Série Animada          | Toyman                     | Voz, 2 episódios                              |
| 1998 | The Sylvester and Tweety Mysteries | Flint Northwood            | Voz, episódio: "The Stilted Perch"            |
| 2003 | Static Shock                       | Toyman                     | Voz, episódio: "Toys in the Hood"             |
| 2006 | Liga da Justiça sem Limites        | Toyman                     | Voz, episódio: "Alive!"                       |
| 2006 | Arrested Development               | Ele mesmo                  |                                               |
| 2010 | Criminal Minds                     | Roger Roycewood            |                                               |
| 2012 | Eagleheart                         | Gleeko                     |                                               |